# Federfechter

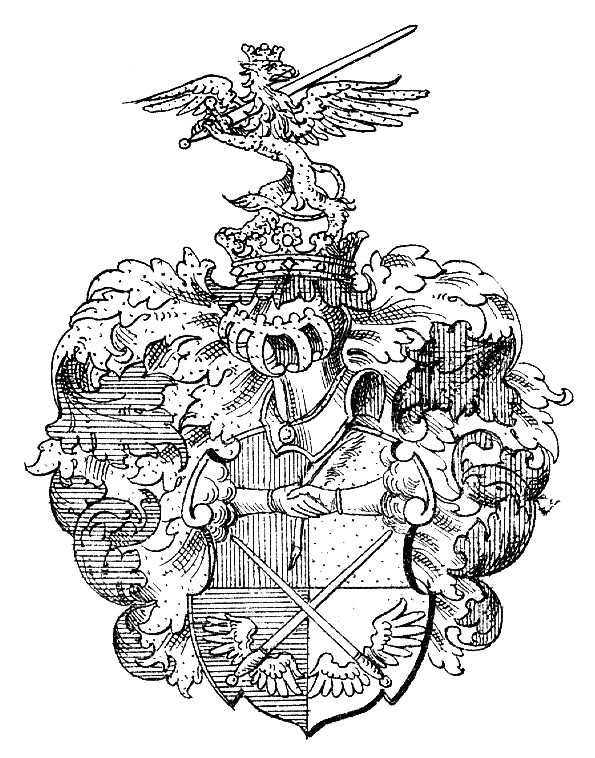
Wappen der Federfechter (1607)

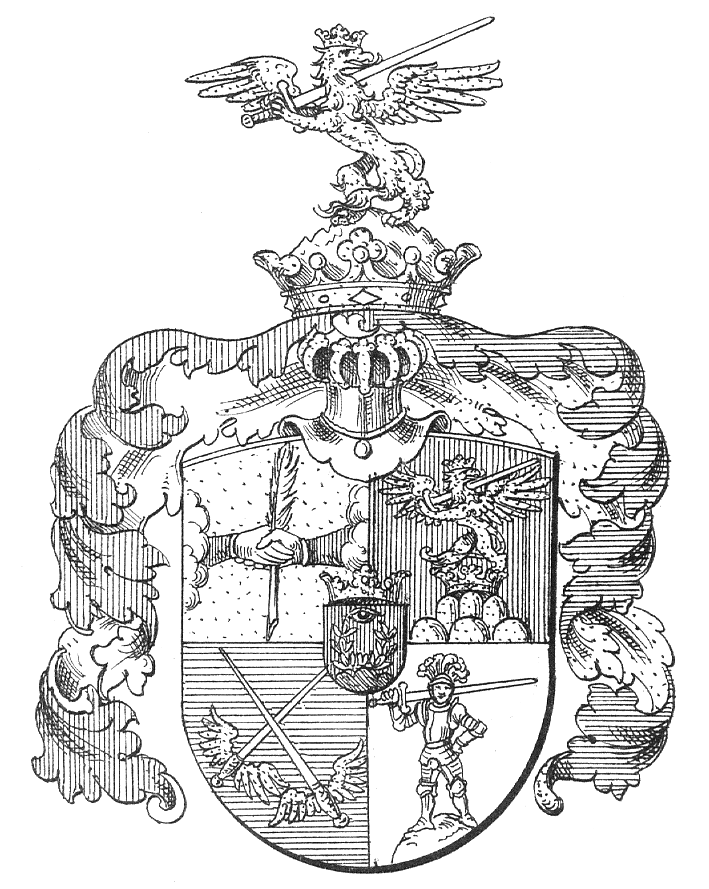
Das gemehrte Wappen der Federfechter (1688) ist quadriert und zeigt auf dem Herzschild einen Lorbeerkranz, die Felder zeigen zwei Hände, die eine Schreibfeder greifen, einen gefiederten Greif, der ein Schwert in den Pratzen hält (als Helmzier wiederholt), zwei gekreuzte, gefiederte Schwerter und einen geharnischten Mann, der ein Schwert über der rechten Schulter hält.

Die Federfechter bzw. Freifechter von der Feder waren eine im 16. Jahrhundert gegründete deutsche Fechtschule, deren Meister – wie zur damaligen Zeit üblich – neben dem eigentlichen Fechtunterricht öffentliche Schau- und Preisfechten veranstalteten.
Ein prägendes Element der öffentlichen und Selbstwahrnehmung war in der Folgezeit ihre Konkurrenz zu den Marxbrüdern. Die erste Gegenüberstellung mit diesen wird in der „Ordentliche[n] Beschreibung des grossen Schiessens in Zwickau“ von 1573 erwähnt. Auf Antrag der jeweiligen Wirte ordnete der Nürnberger Rat 1589 entsprechend an, dass die Marxbrüder ihre Fechtschulen künftig beim Gasthaus „Zum Goldenen Stern“ abzuhalten hätten, während die Federfechter den „Heilsbronner Hof“ nutzen müssten, der gewissermaßen extraterritoriales Gebiet des Fürstentums Ansbach war.
Kaiser Rudolf II. bestätigte die Satzungen der „Gesellschaft der Freifechter von der Feder“ am 7. März 1607 zu Prag durch Privilegiumsbrief und verlieh ihnen ein Wappen, was faktisch der Anerkennung als Gilde und rechtlichen Gleichstellung mit den Marxbrüdern gleichkam. Die Urkunde wurde 1899 vom böhmischen Landesfechtmeister Gustav Hergsell im Kloster Neustift bei Olmütz wiederentdeckt:

„Der Privilegien-Brief besagt, daß Kaiser Rudolph der Gesellschaft der Feder- oder Veiterfechter oder den Meistern vom langen Schwert die Privilegien ertheilte, weil sie in dem ‚so viele Jahre gewährten offenen Krieg wider den Erbfeind christlichen Glaubens, den Türgken, standt- und Mannhaftig viel Nutz  geleistet‘. Die Urkunde enthält ferner die Bestimmung, daß die Federfechter ihre Schule am ersten Sonntag nach dem St.-Veits-Tage eröffnen dürfen und daß sie durch vierzehn  Tage ‚solange der Pragerische Altstadter Markt wahret‘ dieselbe offenhalten dürfen. Zu Meistern wurden nach den Angaben des Documents Jene ernannt, welche entweder ‚ungeschlagen‘ davonkamen oder die ‚ihrem Gegenthail so viel Blut rueren als er bekommen hat‘. Jene Fechter, welche die Meisterschaft nicht erlangen konnten, hatten wenigstens das Recht, sich die ‚Khajserlichen Befreiten von der Feder‘ zu nennen. In dem Privilegien-Briefe wird weiter hervorgehoben, daß ‚alle von den Vorstehern ausgehende offene und geschlossene Briefe und Komunsachen und andere dero Gestalt‘ mit dem vom Kaiser verliehenen Siegel in rothem Wachs gesiegelt werden. ‚Alle diese Privilegien‘ – so heißt es in der Urkunde – ‚sind zu halten von unseren Erben und nachfolgenden Kunigen für ewige Zeiten. Es wird kundgegeben unseren Unterthanen, Rittern, allen Hauptleuten und Primasen aller drei Prager Städte den jetzigen und künftigen‘, daß sie die Meister Freifechter von der Feder nicht hindern dürfen in der Ausübung ihrer Privilegien, sondern sie vielmehr zu schützen und zu schirmen haben bei schwerer Strafe und Ungnad. Für Zuwiderhandelnde wird ein Pönale von ‚fünfundswintzig Marckh Löttigen Geldes‘ festgesetzt, ‚die ein Jeder, so oft er fräventlich darwider handlete, zu halben unserer Kammer und den anderen halben Theil der Lade der Meister und der Freifechter von der Feder zu bezahlen habe‘.“

Das der Gesellschaft verliehene Siegel trug die Umschrift „Siegel der Meister des langen Schwerts“.
Durch Diplom vom 2. Dezember 1688 erlaubte Kaiser Leopold I. den Fechtmeistern, sich „Meister des langen Schwerts von Greyffenfels uber die Gesellschafft der Freyfechter von der Feder“ zu nennen, und mehrte ihr Wappen.
Die Bezeichnung Federfechter geht möglicherweise auf Veiterfechter, also „Fechter des heiligen Veit“, zurück. Ihr Hauptsitz war Prag mit seinem Veitsdom, weshalb sie den heiligen Veit zu ihrem Schutzpatron erkoren hatten. Meisteranwärter wurden am St.-Veits-Tag probiert, d. h. in ihrer Waffenfertigkeit geprüft. Hierzu war die Übung „in allen 7 ritterlichen Wehren“ und dem Paratschwert erforderlich.
Inwiefern die Verwendung der Fechtfeder als Übungswaffe zur Popularisierung der Bezeichnung „Federfechter“ beitrug, ist umstritten. Beide Wappen (1607 und 1688) sind redende Wappen. Sie zeigen zwei aus Wolken herausragende Hände, die eine Schreibfeder halten, und zwei gefiederte Schwerter, die sich kreuzen. 